# Troels Staehelin Jensen
Troels Staehelin Jensen (født 7. januar 1947) er professor ved Aarhus Universitet. Han var præsident for Scandinavian Association for the Study of Pain fra 1989 til 1994 og er nu præsident for IASP (International Association for the Study of Pain).